# Emile Van Hoorde
Emile Antoine Marie Van Hoorde (Brussel, 12 september 1835 - aldaar, 21 juni 1901) was een Belgisch advocaat, volksvertegenwoordiger en senator.

## Biografie

### Familie
Emile Van Hoorde was een zoon van handelaar Henri Van Hoorde (1805-1880) en Barbe Maillard (1807-1861). Hij trouwde in 1860 in Brussel met Marie-Louise Faignart (1837-1911), dochter van Louis Faignart, industrieel, gemeenteraadslid van Saint-Vaast, provincieraadslid van Henegouwen en volksvertegenwoordiger. Ze kregen een zoon en zes dochters:
- Madeleine Van Hoorde (1861-1913), trouwde in 1883 in Brussel met baron Louis De Sadeleer (1852-1924), advocaat, diplomaat, voorzitter van de Kamer van volksvertegenwoordigers en minister van Staat. Ze kregen twee zoons en een dochter, met afstammelingen tot heden.
- Henri Van Hoorde (1862-1926), trouwde in 1885 in Sint-Joost-ten-Node met zijn nicht Célestine Van Hoorde (1864-1915). Het huwelijk bleef kinderloos en werd in 1905 ontbonden.
- Emilie Van Hoorde (1863-1942), trouwde in 1889 in Brussel met Maurice Weber (1866-1951), zoon van Léon Weber, directeur van de Nationale Bank van België. Ze kregen een zoon en een dochter, met afstammelingen tot heden.
- Louise Van Hoorde (1864-1938)
- Alice Van Hoorde (1866-1946), trouwde in 1903 in Temploux met Eugène Le Docte (1866-1947), bankier. Ze kregen een zoon en een dochter, met afstammelingen tot heden.
- Marguerite Van Hoorde (1868-1878)
- Germaine Van Hoorde (1872-1958), trouwde in 1895 in Brussel met jhr. Alred de Streel (1864-1950), advocaat en inspecteur van het ministerie van Buitenlandse Zaken. Ze kregen drie zoons en een dochter, met afstammelingen tot heden.

Hij was een schoonbroer van jhr. Amedée Visart de Bocarmé, bosbouwer, volksvertegenwoordiger en burgemeester van Brugge, en Victor Allard, bankier, senator, vicegouverneur van de Nationale Bank van België en burgemeester van Ukkel.

### Loopbaan
Van Hoorde promoveerde tot doctor in de rechten (1859) aan de Katholieke Universiteit Leuven en vestigde zich als advocaat in Brussel.
In 1863 werd hij verkozen tot katholiek volksvertegenwoordiger voor het arrondissement Bastenaken en vervulde dit mandaat tot in 1868, toen hij niet herkozen raakte. In 1870 werd hij opnieuw tot volksvertegenwoordiger verkozen, voor hetzelfde arrondissement en bleef dit tot in 1898. Dat jaar werd hij verkozen tot provinciaal senator voor de provincie Luxemburg en vervulde dit mandaat tot aan zijn dood. Op 24 juli 1898 werd Henry Delvaux de Fenffe verkozen om hem op te volgen als volksvertegenwoordiger voor Bastenaken.